# 秦宜智
秦宜智（1965年12月12日—），男，河南新乡人，中华人民共和国政治人物。清华大学工程物理系核反应堆专业及社会科学系思想政治教育专业毕业，重庆大学热力工程系热能工程专业硕士研究生学历。曾任攀枝花市人民政府市长、中共内江市委书记、中共拉萨市委书记、西藏自治区人民政府常务副主席、共青团中央第一书记、国家市场监督管理总局副局长、党组成员（正部长级）。
现任国家民族事务委员会专职委员（正部长级）。是中国共产党第十八届中央候补委员。

## 生平

### 入职攀钢
1983年9月，进入清华大学工程物理系核反应堆专业及社会科学系思想政治教育专业学习。1985年1月加入中国共产党。1988年7月参加工作，任攀钢动力厂热力车间技术员、热力实验组助工。1989年12月，任攀钢热电厂锅炉车间副主任、生产技术科副科长、厂长助理；1993年6月，担任攀钢热电厂副厂长。其间于1991年9月至1994年4月在重庆大学热力工程系热能工程专业攻读硕士研究生。
1995年2月，担任攀钢生产部总调度室副主任、销售处副处长、常务副处长、钢钒公司销售部常务副部长。1998年4月，调任攀钢（集团）公司副总经济师兼销售处处长、钢钒公司销售部部长、新钢钒公司副总经理兼销售部经理；
1999年10月，升任攀钢（集团）公司副总经济师、新钢钒公司副总经理。2000年1月，任攀钢（集团）公司副总经济师、成都无缝钢管公司总经理。2000年4年，担任攀钢（集团）成都无缝钢管公司总经理。

### 转入政界
2001年12月，转入政界，任中共攀枝花市委副书记、代理市长。2002年3月，中共攀枝花市委副书记、市长。2004年1月，调任中共内江市委书记。2004年2月，中共内江市委书记、市人大常委会主任。

### 调任西藏
2005年5月，40岁的秦宜智调任西藏自治区人民政府主席助理。2006年7月升任西藏自治区人民政府副主席，9月兼任拉萨市委书记，晋升副部级。2008年9月任中共西藏自治区党委常委，2011年11月任西藏自治区人民政府常务副主席。2012年11月在中共十八大上当选中国共产党中央委员会候补委员。

### 团中央第一书记
2013年3月19日，秦宜智任中国共产主义青年团中央书记处第一书记，晋升正部级，成为改革开放以来第九任团中央第一书记。
由于中共中央总书记习近平批评共青团组织脱离群众，“高位截瘫”，中央巡视组批评共青团存在“机关化、行政化、贵族化、娱乐化”等问题。2016年8月，中共中央办公厅发布《共青团中央改革方案》，开始对共青团进行全面改革，改革试点首先在上海和重庆展开。秦宜智表示：共青团改革最核心的一点就是要解决共青团脱离青年的问题，“比如团代会、委员会、常委会等共青团的领导机构，要有更多基层代表，使我们的领导机构能够更接地气。比如在部门设置上，我们新设立了社会联络部，这个部门的主要职能就是联系一些新兴领域的青年、一些新的社会组织。”
2017年6月27日至6月28日，中共中央直属机关党代表会议选举产生109名中直机关出席中共十九大代表。7月6日十九大代表名单公布后，作为共青团第一书记的秦宜智并不在列，当选的是时任共青团中央书记处常务书记的贺军科，这一反常事件引发外界的关注和议论，也预示着秦宜智的仕途即将生变。

### 降职质检总局
2017年9月20日，在团中央工作四年半之后，52岁的秦宜智调任国家质量监督检验检疫总局副局长（正部长级），虽然保留了正部级，但是却排在三名副部级副局长之后。2018年4月，担任国家市场监督管理总局副局长，排名依然在副部长级副局长之后。
相比于前几任团中央第一书记如李克强、周强、胡春华、陆昊分别转任河南省省长、湖南省省长、河北省省长、黑龙江省省长，秦宜智出任国家质量监督检验检疫总局排名垫底的副局长，贬谪意味明显。
美国自由亚洲电台引述政论专家高新观点认为，在中共十九大即将召开之前“学习小组”公布《习近平关于青少年和共青团工作论述摘编》一书出版发行，书中节选内容充满习近平对于共青团干部的批评之声，接着中央组织部再将共青团中央书记处第一书记秦宜智贬官到国家质检总局任副局长，这都是习近平在为十九大之后高层人事布局所做的铺垫，最终的目的是要打击胡春华（曾任团中央第一书记的60后中央政治局委员）和李源潮（国家副主席分管共青团事务）等团派高官，以便让习近平的嫡系下属栗战书、陈敏尔、李强、刘鹤、丁薛祥、陈希、杨晓渡、黄坤明、蔡奇等人上位做准备。

### 国家民委
2023年6月，调任国家民族事务委员会专职委员（正部长级），港媒《星島日報》则以“贬任”来形容此次的调动。